# داشراث مانجي
داشراث مانجي (1934 - 2007) ولُقّب بـرجل الجبل, ولد في قرية قريبة من مدينة تدعى جاي، تقع في ولاية بيهار شرق الهند لأسرة فقيرة. وتم إصدار له فيلم بأسم Manjhi: The Mountain Man.
أصيبت زوجته إصابة خطيرة جداً وبسبب بعد المسافة بين المستشفى والقرية والطريق الطويل المعوج، فقد كان أقرب مستشفى إليهم على بُعد 70 كيلومتر (43 ميل) وذلك بسبب جبل يفصل بين المدينة والقرية، لم تصل سيارة الإسعاف في الوقت المناسب وتوفيت زوجته، لم يرد داشرات أن يعاني أحد من قريته مثلما عنا داشرات مع زوجته، فقرر أن يشق طريقاً مختصراً من خلال الجبل باستخدام فأس ومعول فقط، وظل يشق الطريق 22 عاماً (1960 - 1982) حتى استطاع أن يمد طريقاً طوله 110 أمتار وبعرض 9 أمتار وبارتفاع 7 أمتار يوصل القرية بالمدينة خلال الجبل، فأصبحت المسافة بين المدينة والقرية 15 كيلومتر فقط، وأصبح مشهوراً على الصعيد القومي.
توفي داشرات في 17 أغسطس 2007 , وتم عمل جنازة رسمية له من قِبل حكومة بيهار.